# 美川べるの
美川 べるの（みかわ べるの、1976年4月15日 - ）は、日本の漫画家。北海道出身、在住。女性。血液型はO型。愛称は“ミカベル”。

## 略歴
- 1993年、高校生の時に『別冊フレンドDX・Juliet』（講談社）に掲載された「激情アーティスティック」でデビュー[1]。その後、女神転生シリーズやネオジオソフトを始めとした様々なゲーム4コマ・アンソロジーの執筆を経て、2002年に『コミックZERO-SUM』（一迅社）にて代表作『ストレンジ・プラス』を連載開始。同作は関連グッズが製作されたり、3度にわたってドラマCD化もされている。
- 2014年に『ストレンジ・プラス』が著者としては初のアニメ化。

## 人物
- 雁えりかやARI含むアンソロジーに参加していた漫画家とは親交があり、彼女らと共に同人活動も行っている。
- BMR（別フレミステリー調査班 / Betsufure Mystery Reportage）のリーダーである。『週刊少年マガジン』の『MMR マガジンミステリー調査班』（MMR）に由来し、『週刊少年マガジン』誌上で合同調査も行ったことがある。
- 今まで美川べるのの単行本の帯にコメントを寄せた人物として、「生協の白石さん」こと白石昌則、占星術研究家の鏡リュウジ、漫画家の西村しのぶ、羽海野チカ、イラストレーターの武内崇、お笑いコンビのいつもここから、グラビアアイドルのインリン・オブ・ジョイトイなどが挙げられる。
- 自画像は通称「べる玉」と呼ばれる、不思議な丸っこい物体に濃いメイクをした顔を描いたもの。

## 特徴
- 主に短編・4コマを描くことを得意としており、作風としてはテンションの高いボケとツッコミの連続が特徴。『超空転神トランセイザー』や『学園天国パラドキシア』などを通じて、ラブギャグ（ラブコメではない）やアクションなども描いている。また、スターシステムやメタフィクション要素を積極的に取り込んでいる。
- 主人公と主要キャラクターはお調子者・ボケ役であるほか、ヘタレ・落ちこぼれ・幼稚・性悪な性格であるなどの特徴がある。女性キャラクターに関して、極度の勝気・ツンデレ系・腹黒といった、ヒロインにそぐわなさそうな性格をしたメインヒロインに設定することが多い。「乙女もどき（オトメモドキ）」や「草食系男子」と対なす「偏食系女子」という用語（造語）を発生させた。
- 単行本のカバー下には大抵色々ネタが仕込まれている。
- 講談社の単行本では取材・レポートコミックを掲載するのが常であり、『別冊フレンド』やその増刊の誌上で企画され、執筆することも多い。

## 作品リスト

### 漫画作品

#### ストーリー・ショートコミック作品
- ストレンジ・プラス（一迅社、『コミックZERO-SUM』2002年創刊号 - 2018年12月号、スタジオDNA ZERO-SUM COMICS、全20巻）
- 漢式青春ばくはつ劇場（講談社、『e-mangaニコニコKCDX』2004年 - 2006年、全3巻）
- シガラミン（講談社・『別フレ2005』ほか 2005年 - 2008年、全1巻）
- 超空転神トランセイザー（講談社、『コミックスDX e-manga』2005年 - 2008年 、全3巻）
- 学園天国パラドキシア（一迅社、『月刊ComicREX』2006年1月号 - 2015年2月号、スタジオDNA REX COMICS、全10巻）
- まかまか（角川書店・『ヤングエース』2009年 - 2012年、全4巻）
- 蜜ドキパルフェ（講談社、『別フレ2010』ほか2010年 - 2014年、全4巻）
- レジデン都市505（角川書店、『ヤングエース』2012年5月号 - 2014年1月号、角川コミックス・エース・エクストラ、全3巻）
- みみここもも（幻冬舎、『月刊コミックバーズ』2014年 - 、既刊2巻）
- 漫画の森から女子高生（竹書房、『まんがライフSTORIA』2015年1月号 - Vol.33（2018年11月30日発売）、全3巻）
- 本番5秒前!（一迅社、『Comic REX』2015年10月号 - 2017年4月号、全2巻）
- 何でもしますから!!（幻冬舎、『月刊バーズ』2016年5月号 - 2017年11月号、全2巻）
- 美川べるのといかゴリラのまんが飯（共著：いかゴリラ、竹書房、『ebookJapan』内「エッセイささくれーる」レーベル連載[3]、全2巻）
  - 美川べるのといかゴリラのまんがビューティー（共著：いかゴリラ、竹書房、『ebookJapan』内「エッセイささくれーる」レーベル連載[4]、全2巻） - いかゴリラとのギャグエッセイシリーズ2作目[5]
  - 美川べるのといかゴリラの超次元女子会（共著：いかゴリラ、竹書房、『ebookJapan』内「エッセイささくれーる」レーベル 2022年12月27日[6] - 連載、既刊1巻） - いかゴリラとのシリーズ第3弾[7]

#### 4コマ作品
- 美川べるのの青春ばくはつ劇場（『別冊フレンド』1995年3月号 - 2010年3月号、講談社コミックスDX、全5巻）
- 戦場のハピィ・ライフ（『別冊フレンドDX Juliet』1997年11月号 - 2005年1月号、講談社コミックスDX、2004年、全1巻）

#### パロディ作品
- 美川べるののゲーム魂（スタジオDNA・DNAコミックス、全1巻） - ゲームアンソロジーからの再録集
- プラスティック：ベイビィズ（光文社・火の玉コミックス、既刊5巻） - 女神転生シリーズ（主にペルソナシリーズ）アンソロジーからの再録

そのほか、アンジェリークシリーズ、対戦型格闘ゲーム、テイルズ オブ シリーズなど多数

#### 読み切り作品
※いずれも単行本未収録
- フリーター Go-Fight!（竹書房、『まんがくらぶ』2002年3月号）
- 王子インキャッスル（竹書房、『まんがくらぶ』2003年7月号）

### イラスト・挿絵
- テアトル東向島アカデミー賞（著・福井晴敏、集英社）